# Anemia ayacuchensis
Anemia ayacuchensis är en ormbunkeart som beskrevs av John T. Mickel. Anemia ayacuchensis ingår i släktet Anemia och familjen Anemiaceae. Inga underarter finns listade.